# Dagobertstraat (Leuven)
De Dagobertstraat is een straat in de Belgische stad Leuven die het Quinten Metsysplein verbindt met de stadsring. De vernoeming van de Mathildegang door stadsarchivaris Edward Van Even doet vermoeden dat de naam verwijst naar de Merovingische koning Dagobert II. De straat ligt zoals alle andere straten binnen de stadsring in een zone 30.
De voormalige rijkswachtkazerne op nummer 24 werd omgebouwd tot het Cartijnenveld.

## Zijstraten
- Quinten Metsysplein
- Mathildegang
- Tiensevest